# Dasyatis margarita
Dasyatis margarita är en rockeart som först beskrevs av Günther 1870.  Dasyatis margarita ingår i släktet Dasyatis och familjen spjutrockor. IUCN kategoriserar arten globalt som starkt hotad. Inga underarter finns listade i Catalogue of Life.